# أحمد خلف الدليمي
أحمد خلف الدليمي هو سياسي عراقي وكان محافظ محافظة الأنبار من أغسطس 2013 إلى ديسمبر 2014.
أُجريت انتخابات محافظة الأنبار في يونيو 2013، وسط مظاهرات مستمرة في المناطق ذات الأغلبية العربية السنية. تصدرت الانتخابات في الأنبار قائمة "الموحدين" المؤيدة للاحتجاج، التي تحالفت مع حزب الحدباء برئاسة أسامة النجيفي، رئيس مجلس النواب العراقي، مع الحزب الإسلامي العراقي، الذي سيطر على محافظة الأنبار من 2005 إلى 2009. رُشِّح المحافظ السابق، قاسم الفهداوي، رجل أعمال من قبل أحزاب الصحوة التي فازت في انتخابات 2009.
شغل منصب مدير الأمن الداخلي لمحافظة الأنبار من 2007 إلى 2009، وقبل ذلك كان مدربًا في الأكاديمية العسكرية العراقية. وهو متزوج ولديه ستة أطفال.
أختير أحمد خلف الدليمي، منظم الاحتجاجات من الحزب الإسلامي العراقي، ليكون المحافظ الجديد. أُدي اليمين الدستوري يوم الثلاثاء 20 أغسطس 2013.
بعد أداء اليمين، التقى الدليمي بقادة الاحتجاجات، وتعهد بالدفاع عنهم إذا أُستهدفوا من قبل أي طرف.
أصيب أحمد خلف الدليمي في الرأس والصدر في 7 سبتمبر 2014 خلال عملية ضد القوات المناهضة للحكومة في بلدة بروانة بمحافظة الأنبار. نُقل إلى عمان، الأردن لتلقي العلاج، ثم إلى برلين، ألمانيا. قُتل أحد أعضاء فريق الأمن الخاص بالدليمي وسبعة جنود في الهجوم. في ديسمبر 2014، تحرك مجلس محافظة الأنبار لإحالة المحافظ إلى التقاعد، وتم استبداله بصهيب الراوي.